# Sociedad Deportiva Cultural Michelín
La Sociedad Deportiva Cultural Michelín (Michelin Kirol Kultur Elkartea en euskera), es un club deportivo desaparecido de España, de la ciudad de Lasarte-Oria en Guipúzcoa, País Vasco. Fue fundado en 1947 y desapareció en 1995.

## Historia
La Sociedad Deportiva Cultural Michelín es un club deportivo fundado en 1947 en la localidad de Lasarte, por aquel entonces un barrio dividido entre Hernani y Urnieta.
El club fue fundado en 1947, fue impulsado por la fábrica de neumáticos de la multinacional francesa Michelín, instalada en las cercanías de Lasarte desde 1934. El club estuvo siempre bajo el patrocinio y mecenazgo de esta empresa. Michelín era (y es todavía) la principal empresa de Lasarte, habiendo crecido la ciudad a su sombra.
La edad de oro de la SDC Michelín de fútbol fue la década de los años 70, cuando jugó 4 temporadas en la Tercera división española: 1970-71, 1974-75, 1975-76 y 1977-78. También participó en dos ediciones de la Copa del Generalísimo: 1970-71, siendo eliminado por el Real Oviedo en primera ronda y 1975-76. En 1978 se vio obligado a renunciar a la categoría a pesar de haber obtenido la mejor clasificación de su historia.
En la década de los 80 se asiste a una decadencia del club, mientras que Lasarte-Oria se constituye en municipio independiente y surgen en la ciudad nuevos clubes de fútbol como Lasarte-Oria KE, CF Texas u Ostadar KT.
A mediados de la década de 1990 la SDC Michelín desaparece como club deportivo poniendo fin a casi 50 años de historia.

## Otros deportes
El equipo contó con secciones deportivas de otros deportes, como natación o remo.
La sección de remo, en modalidad de trainera, estuvo en la élite de la modalidad durante la década de 1970, bajo el nombre de Lasarte-Michelín. Obtuvo este palmarés:
- 2 Banderas de La Concha: 1969 y 1973.
- 1 Campeonato de España de Traineras: 1969 (resultando siete veces subcampeona).
- 6 Campeonatos de Guipúzcoa de Traineras: 1970, 1974, 1975, 1976, 1977 y 1979.
- 3 Campeonatos de España de Trainerillas: 1973, 1974 y 1978

## Uniforme
- Uniforme titular: Camiseta azul con raya horizontal amarilla, pantalón azul y medias azules.
- Segunda equipación: Camiseta amarilla, pantalón azul y medias azules.

## Estadio
La SDC Michelín jugaba en el campo de fútbol de Michelín situado a las afueras de Lasarte junto a la fábrica. Después de la desaparición del club el campo de fútbol pasó a ser municipal y se integró en un complejo deportivo municipal remodelado en 1997. Actualmente el campo de Michelín es utilizado por los restantes equipos de la ciudad y es de hierba artificial.

## Datos del club
- Temporadas en 1.ª: 0
- Temporadas en 2.ª: 0
- Temporadas en 2.ªB: 0
- Temporadas en 3.ª: 4
- Mejor puesto en la liga: 9.º (3.ª, Grupo II temporada: 77-78)

- Datos: Q3488677